# Robert Nakoneczny
Robert Nakoneczny – polski kontratenor, wiolonczelista i pedagog śpiewu. Studia instrumentalne skończył u prof. K. Michalika, prof. S. Pokorskiego w Akademii Muzycznej w Poznaniu oraz prof. S. Sallheima w Hanowerze.
Śpiew studiował u Stefani Woytowicz, Arrigo Poli, Jarmili Novotnej, Kaudi Kałudova. Specjalizował się w wykonawstwie muzyki okresu renesansu i baroku, oraz muzyki współczesnej.

## Aktywność artystyczna
Współpracował z takimi teatrami jak: Teatr Wielki w Poznaniu, Teatr Wielki w Łodzi, Warszawska Opera Kameralna, Teatro Massimo – Palermo, Teatro Politeama – Palermo, Teatr Chatelet – Paris, Palais des Beux Arts – Bruxelles, Teatro Real, Madrid Opera – Madrid, Theater des Westens – Berlin, Polski Teatr Tańca w Poznaniu, Teatr Współczesny w Warszawie, Teatr Ósmego Dnia w Poznaniu
Koncertował we wszystkich Filharmoniach w Polsce. Brał udział takich festiwalach jak: Festiwal Muzyki Kameralnej w Słupsku, Festiwal Muzyki Dawnej w Tarnowie, Festiwal Starych Mistrzów (Wrocław), Prezentacje Młodych Muzyków (Opole), Festiwal Muzyki Sakralnej (Częstochowa), Muzyka w Starym Krakowie, Festiwal Młodych Talentów w Tarnowie, Festiwal Muzyki Dawnej w Nowym Sączu, Festiwal Muzyki Organowej w Koszalinie, Festiwal Muzyki Organowej w Kamieniu Pomorskim, Międzynarodowy Festiwal Musica Antiqua w Bydgoszczy, Festiwale Mozartowskie w Warszawie, Międzynarodowe Festiwale Chórów Chłopięcych w Poznaniu, Festiwal Czterech Kultur w Łodzi, Festiwal „Wratislavia Cantans”, Festival van Flaanderen – Brugge, Mozart- Festival – Madrid, Festiwal Muzyki Barokowej – Queretaro (Meksyk), BACH-TAGE – Berlin, Festiwal Muzyki Oratoryjnej – Nice, Festival International de Musique de Sarrebourg, Festival de Musique de Baroque de Paris, Festival de Grass, Settimana di Musica Sacra di Monreale, Lyon Baroque Music Festival – Lyon i in. Koncertował w 18 krajach m.in.: Belgia, Bułgaria, Czechy, Francja, Hiszpania, Hongkong, Holandia, Izrael, Japonia, Meksyk, Niemcy, Rosja, Szwecja, Tajwan, USA, Wielka Brytania, Włochy.
Współpracował z klawesynistami m.in.: Barbara Strzelecka, Urszula Bartkiewicz, Maria Banaszkiewicz-Bryła, Elżbieta Gizbert-Studnicka, Elżbieta Stefańska-Łukowicz, Władysław Kłosiewicz, Manuela Marcante, Basilio Timpanaro oraz zespołami m.in.: Capella Bydgostensis, Capella Cracoviensis, Orkiestra Kameralna PR Amadeus, Orkiestra Kameralna Wojciecha Rajskiego, Zespół Muzyki Dawnej ELYMA (Genewa), Zespół Muzyki Dawnej Ars Nova, Christ Church Choir (Oxford), Westminster Abbey Choir (London) i in.

## Nagrywał transmisje radiowe i telewizyjne m.in.
- Radio France, Radio Mexico,
- Polskie Radio i TV,
- TV TROS,
- RAIUNO CD J.A.P. Kaczmarek „California in Blue”;
- UTOPIA NL CD W. A. Mozart – Missa KV 317

### Wybrany repertuar
Muzyka Renesansu i Baroku (francuska, włoska, angielska, niemiecka).
Muzyka oratoryjna – J.S. Bach, G.F. Haendel, M.A. Charpentier, C. Orff, i in.
Muzyka współczesna – T. Baird, B. Britten, K. Penderecki, D. Szostakowicz
Partie operowe:
- G.F. Haendel – „Sosarme” (Sosarme)
- G.F. Haendel – „Giulio Cesare” (Ptolomeo)
- Ch.W. Gluck – „Orfeo ed Euridice” (Orfeo)
- C. Monteverdi – “L’incoronatione di Poppea” (Ottone)
- W.A. Mozart – „Apollo i Hiacynth” (Apollo)
- W.A. Mozart – „Mitridate, Re di Ponto” (Farnace)
- W.A. Mozart – “Ascanio in Alba” (Ascanio)
- B. Britten – „Death in Venice” (Apollo)

## Działalność pedagogiczna
Jako konsultant wokalny:
1988–2001 – Poznański Chór Chłopięcy „Polskie Słowiki”
2003–2006 – Teatr Muzyczny w Poznaniu
od 2008 – konsultant wokalny Opera Bałtycka w Gdańsku
od 2013 – konsultant wokalny Teatr Muzyczny w Poznaniu

## Kursy Mistrzowskie
Prowadzi liczne Kursy Mistrzowskie m.in. w Narodowym Forum Muzyki – Wrocław, Międzynarodowy Mistrzowski kurs wokalny im. Jana Kiepury, Masterclass Mexico.
Jako konsultant wokalny przygotowywał solistów „Polskich Słowików” do ponad dwudziestu nagrań CD.
Przygotowywał również solistów do oratoriów i oper m.in.:
- J. S. Bach – Johannes-Passion BWV 245
- Matthäus-Passion BWV 244
- Magnificat BWV 243
- Das Weihnachts-Oratorium” BWV 248
- Die Hohe Messe in h-moll BWV 232
- G. F. Haendel – „Messias”
- W. A. Mozart – „Bastien und Bastienne” dla Palais de Beaux Arts w Brukseli
- „Die Zauberflöte” dla Forum Opera Enschede i dla Deutsche Oper w Berlinie
- K. Szymanowski – „Król Roger” dla Teatro Politeama w Palermo
- H. Krása – Opera dziecięca „Brundibár” dla Staatsoper Berlin i Opery Narodowej w Pradze
- L. Bart – Musical „Oliver” dla Theater des Westens w Berlinie,
- Przygotowanie solistów i zespołu do opery Madame Curie, Opera Bałtycka w Gdańsku
- Przygotowanie solistów i zespołu Teatru Muzycznego (m.in. Książniczka Czardasza, Akompaniator, Zakonnica w przebraniu, Nine, Jeckyll&Hyde)[1]